# Ablepharus rueppellii
Ablepharus rueppellii là một loài thằn lằn trong họ Scincidae. Loài này được Gray mô tả khoa học đầu tiên năm 1839.

## Hình ảnh

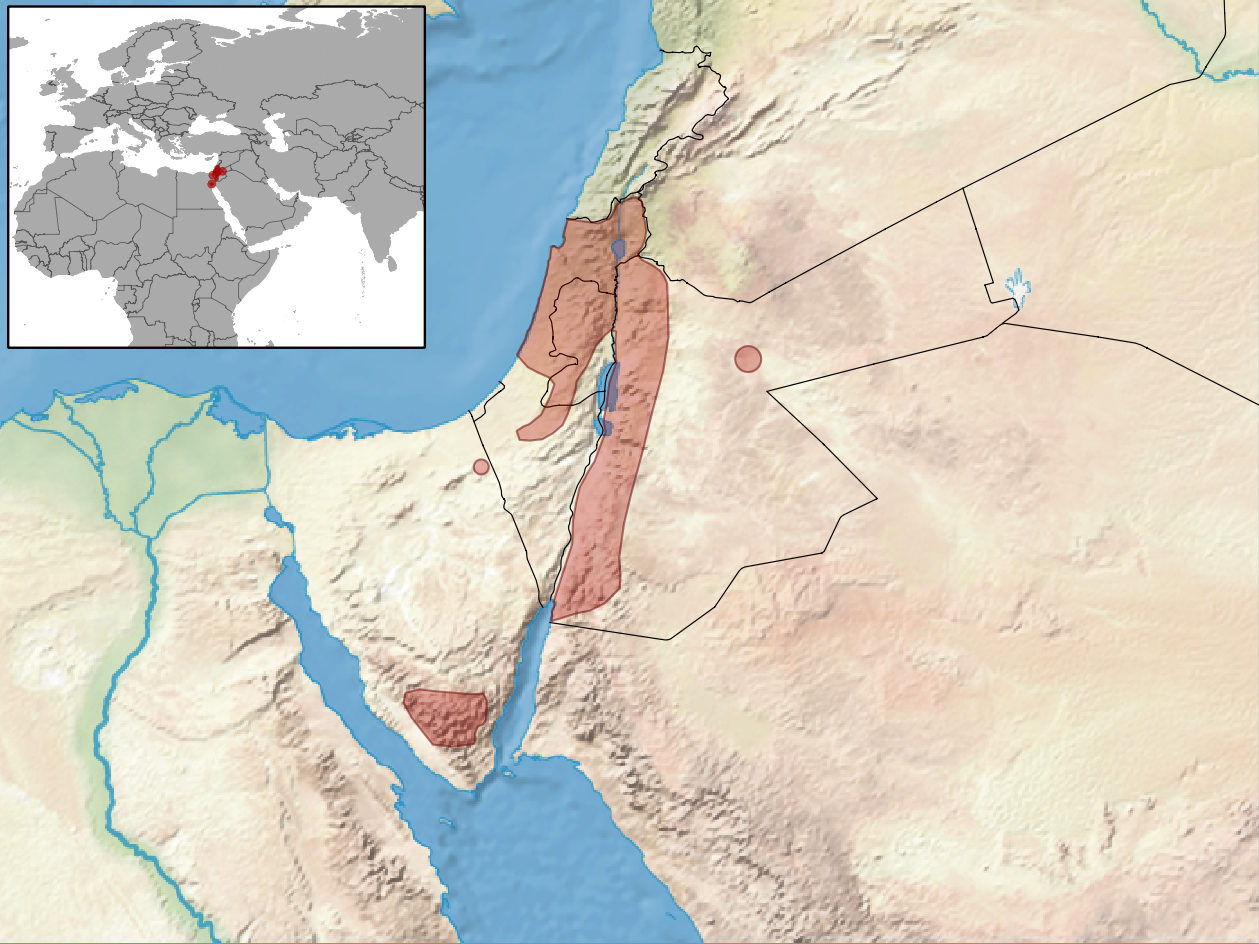